# Henschel Hs 293

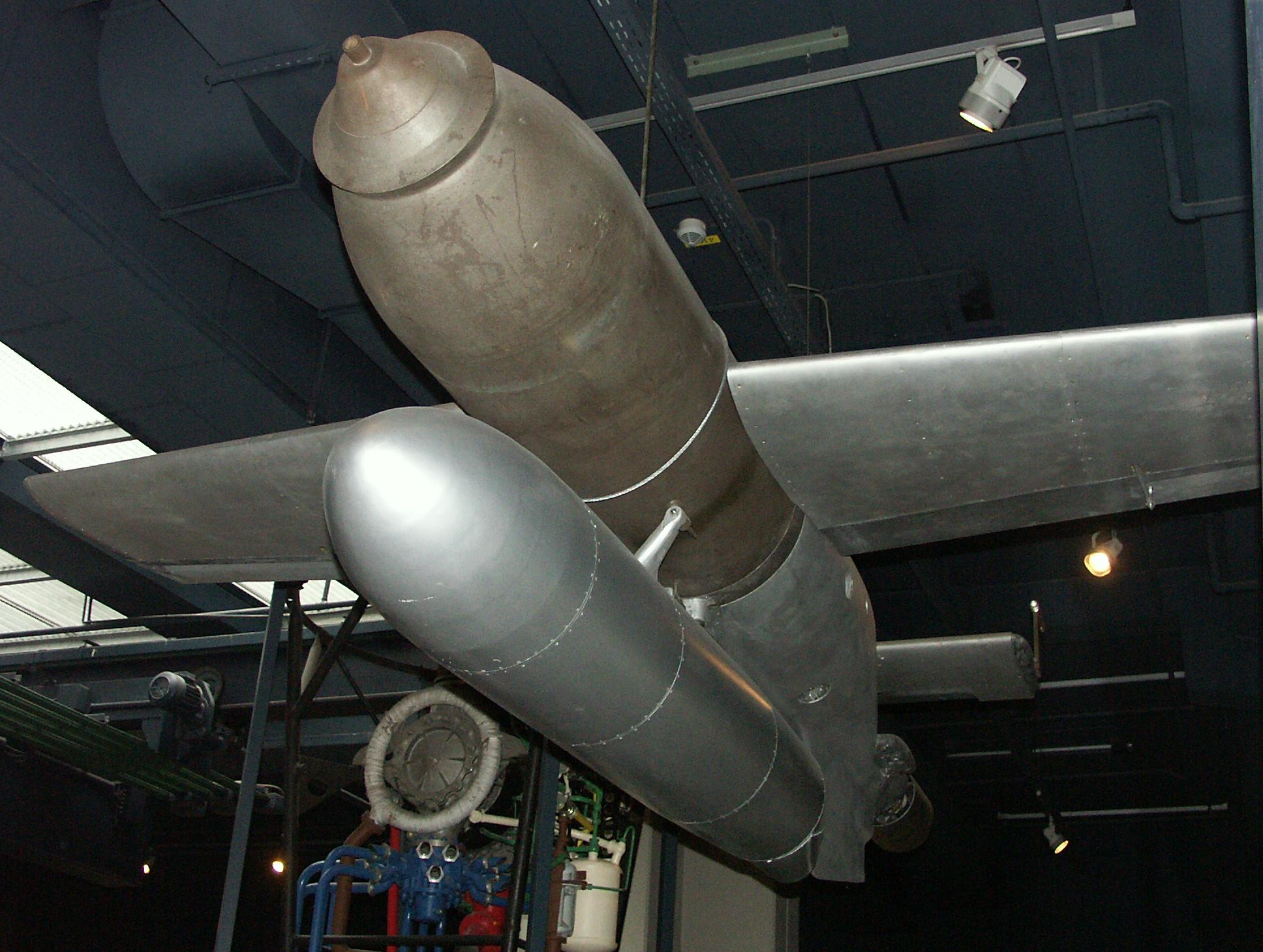
Henschel Hs 293 в Немецком Музее в Мюнхене. В головной части бомбы установлено противорикошетное кольцо — нем. Kopfring

Henschel Hs 293 — немецкая планирующая управляемая авиационная бомба (нем. Gleitbombe), созданная и предназначенная для применения по крупным морским целям, водоизмещением от тысячи до четырёх тысяч тонн. 
Снабжена несущими поверхностями, хвостовым оперением и реактивным ускорителем. 
Является родоначальником современных управляемых авиационных бомб (УАБ) и противокорабельных ракет (ПКР).
УАБ Hs 293 была разработана и производилась фирмой Henschel Flugzeug-Werke AG в Берлине - Берлин-Шёнефельд.

## История

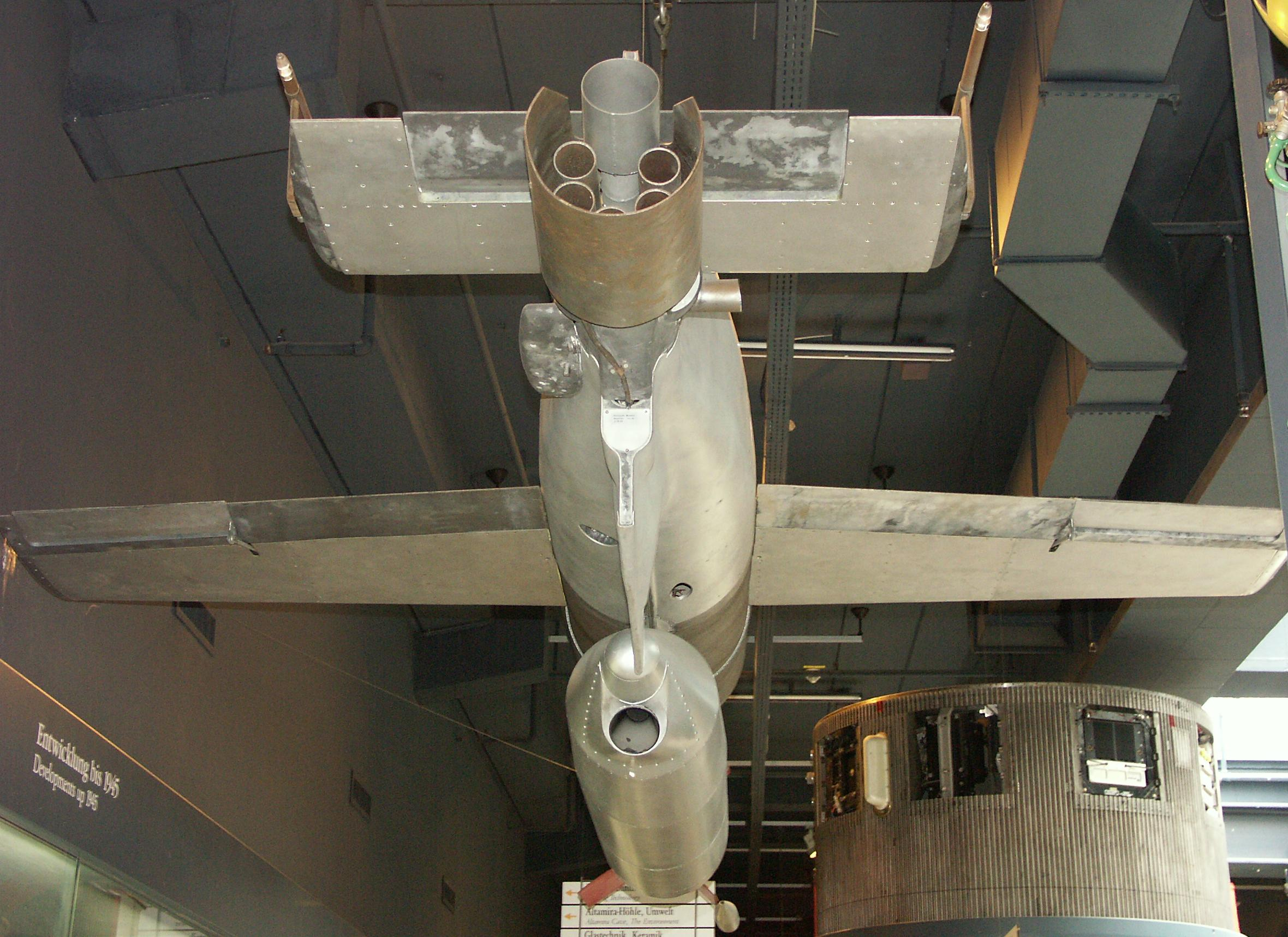
Хвостовая часть Hs 293. В нижней части - подвесной ракетный ускоритель с отклоненным вниз соплом ЖРД. В верхней части - блок трассёров.

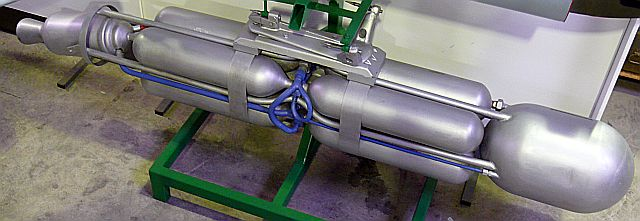
ЖРД «Вальтер» HWK 109-507. Сборка ЖРД с топливными баками со снятым кожухом.

Работы по созданию Hs 293 начались в 1939 году в Германии, в г. Шёнефельде недалеко от Берлина, на авиазаводе фирмы «Хеншель» специалистами под руководством профессора Герберта Вагнера. Предназначалась для поражения морских целей (судов).
Основная идея заключалась в том, что бомба может быть сброшена бомбардировщиком с высоты 1300-1400 м на расстоянии около 8 км от цели, при нахождении самолёта вне зоны досягаемости зенитного огня корабельных средств ПВО того времени. После сброса ракетный ускоритель за 10 секунд работы разгонял бомбу до скорости 190 км/ч дополнительно к скорости носителя (около 360 км/ч). Затем начинался этап планирования в сторону цели, с применением радиокомандного управления. 
Наведение Hs 293 на цель производилось с самолёта штурманом-оператором с помощью рукоятки "Knüppel" на пульте управления передатчика FuG-203 Kehl III. Чтобы штурман визуально не терял бомбу из виду, в её хвостовой части устанавливался цилиндрический блок сигнальных трассёров, время горения которых было 100-110 с.
Первый прототип Hs 293V-1 дальше чертежей не пошёл, однако уже в феврале 1940 года была создана модель Hs 293V-2 (т. н. модель FZ21). 
В июле того же года начались испытания третьего прототипа, а в 1941 году в производство пошла предсерийная модель Hs 293A-0. 
В серийное производство с января 1942 года была запущена модификация Hs 293A-1, на вооружение подразделений Люфтваффе она начала поступать в 1943 году.
В апреле 1943 года на авиабазе Грац началось формирование первого строевого ракетоносного подразделения — II/KG100. Вместо Не 111H подразделение получило бомбардировщики Do 217E-5, на которых могли размещаться две бомбы Hs 293A-1. Отработка методов применения Hs 293 была поручена 36-му учебно-испытательному командованию, сформированному на базе 13-й эскадрильи KG100 в июле 1943 года.

## Конструкция

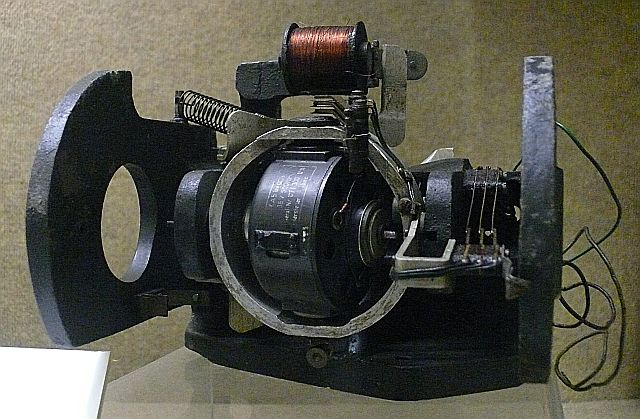
Гиродатчик крена Rollkreisel HV-3 УАБ Hs 293.

Hs 293 создана на базе стандартной фугасной авиабомбы SC 500 с тонкостенным стальным корпусом и разрывным зарядом повышенного (60%) наполнения. 
Боевая часть этой авиабомбы массой 500 кг снаряжена взрывчатым веществом Trialen 105 (15% гексоген, 70% ТНТ, 15% порошкообразный алюминий) массой 294 кг.
Конструктивно Hs 293 состоит из шести сборочных элементов: 
- собственно бомбы SC 500, образующей переднюю часть корпуса и одновременно боевую часть;
- подвесного ракетного ускорителя;
- консолей крыла размахом 3,1 м, в средней части бомбы;
- горизонтального хвостового оперения;
- хвостовой части с приборным отсеком;
- блока трассёров.

Ракетный ускоритель на ЖРД Walter HWK 109—507 развивал тягу 600 кг в течение 10 секунд. Назначение ускорителя состояло не в обеспечении собственной тяги планирующей бомбы, а в сокращении стадии её отделения от самолёта-носителя и, соответственно, скорейшем попадании в поле зрения штурмана-оператора. При сбросе с высоты 1400 м дальность планирования Hs 293 составляла около 12 км. 
При сбросе бомбы взрыватель  автоматически переводился в боевое положение.
Особый рукав внутри крыла самолёта подводил к бомбе тёплый воздух, сохраняя внутри неё постоянную температуру, необходимую для нормальной работы всех устройств.
На хвостовой части устанавливался блок трассёров, чтобы штурман не потерял бомбу из виду.
С учётом того, что подход планирующей бомбы к горизонтальным поверхностям морской цели (палубе) происходит при рикошетных углах, в головной части бомбы установлено противорикошетное кольцо (см. фото).
В хвостовой части находится оперение и радиоаппаратура. 
В приборном отсеке установлено 18-канальное приёмное устройство Strassburg (FuG-230b), осуществлявшее демодуляцию сигналов и выработку команд управления приводами руля высоты и элеронов Hs 293 радиокомандной линии Kehl-Strassburg в диапазоне частот 48,2 — 49,9 МГц.
Управление бомбой по двум осям — элеронами и рулём высоты основывалось на принципе пропорционального наведения в системе полярных координат. Руль направления у планирующей бомбы отсутствовал. Для обеспечения постоянной балансировки бомбы в канале управления отклонениями руля высоты задействованы показания скорости, определённые приёмником воздушных давлений (ПВД). Для минимизации вращательного движения относительно продольной оси, в канал управления элеронами был дополнительно включен гироскопический прибор, что позволяло стабилизировать бомбу.
Ввиду возможного радиоподавления был также разработан альтернативный вариант Hs 239B с проводным управлением. Катушки с проводом крепились на законцовках крыльев бомбы и самолёта-носителя. Общая длина проводной линии составляла 30 км. Сведений о боевом применении Hs 293B не имеется.
В конце 1944 года была разработана модификация Hs 293D, оснащённая компактной телевизионной камерой Tonne с использованием принципа наведения FB (Fernsehbild-Steuerung), однако до серийного производства телеуправляемой бомбы дело не дошло.

## Варианты
- Hs 293 V1 - оригинальный прототип без двигателя.
- Hs 293 V2 - первоначально эта версия также поставлялась без двигателя, но затем для испытаний оснащалась двигателем Rheinmetall-Borsig 109-515 или Walter 109-507. Всего было изготовлено около 100 штук.
- Hs 293 V3 - использование радиоприемника E230, также изготовлено около 100 шт.
- Hs 293 A-0; А-1 - были боевыми модификациями, их было изготовлено около 1250 штук. В варианте А-1 противорикошетное кольцо не использовалось.
- Hs 293 A-2 - элероны заменены на интерцептор на одном крыле, что упростило управление.
- Hs 293 V4 - переделанный из A-0, с упрощенным управлением. Дальнейшее развитие этой линии было остановлено в конце 1943 года, но система радиоуправления была использована в Henschel Hs 298 и Henschel Hs 117.
- Hs 293 V5 - соответствует варианту A-1, но имел меньший размах крыла и предназначался для использования на турбореактивных самолётах.
- Hs 293 V6 - два двигателя Walter работали один за другим
- Hs 293 B - около 200 штук A-1, которые имели управление по проводу (FuG 207 / FuG 237).
- Hs 293 C-V1 - управление с интерцепторами.
- Hs 293 C-1 - изменения в размере ячейки.
- Hs 293 C-V2 - изменено радиоуправление FuG 203c / 230a
- Hs 293 C-2; С-3 - радио или проводное управление
- Hs 293 C-4 - корма коническая, двигатель BMW109-507B. Изготовлено около 60 штук; они послужили основой для Henschel Hs 294.
- Hs 293 D - дистанционное управление с помощью встроенной телекамеры и приемника изображения («Зеедорф»). Сделано около 260 штук.
- Hs 293 E - управление с интерцепторами, изготовлено 18 шт.
- Hs 293 F - бесхвостый треугольный вариант, так и не продвинулся дальше стадии проектирования. Испытания только в аэродинамической трубе. Прекращены в 1943 году.
- Hs 293 H - экспериментальный вариант, предназначенный для запуска с одного самолёта и управления с другого. Его также рассматривали как ракету класса "воздух-воздух" с БЧ массой 600 кг. Планировалось два твердотопливных двигателя Schmidding 109-513. Версия V3 и V4 с бесконтактным взрывателем.
- Hs 293 J - как H, с боеголовкой 800 кг
- Hs 293 -U6 - вариант с коротким размахом крыла, оснащенный твердотопливным двигателем и предназначенный для запуска с реактивного бомбардировщика Arado Ar 234 со скоростью 720 км/ч. Ракета осталась на стадии проектирования.

## Боевое применение
31 июля 1943 года первая боевая авиагруппа Люфтваффе, оснащённая Hs 293 — II./KG100, была переброшена на аэродром в город Коньяк у побережья Бискайского залива.
25 августа 1943 года, в первом же боевом вылете 12 бомбардировщиков Do-217E-5 группы II./KG100 успешно атаковали 40-ю эскортную группу, осуществлявшую противолодочное патрулирование в районе мыса Финистерре. Четыре Hs 293 повредили шлюп «Лэндгуард» (HMS Landguard), взорвавшись в непосредственной близости от него. Ещё одна бомба попала в шлюп «Байдфорд» (HMS Bideford); погиб 1 моряк, шлюп при этом не получил серьёзных повреждений из-за неполной детонации заряда.
Спустя два дня, 27 августа, 13 ракетоносцев Do-217 из авиагруппы II./KG100 атаковали английские корабли в Бискайском заливе западнее города Виго. Одна из Hs 293 попала в кормовой артиллерийский погреб флагмана 1-й группы поддержки — британского шлюпа «Эгрет». Шлюп взорвался и очень быстро затонул, при этом погибли 122 моряка из 188 членов его экипажа. Также был тяжело повреждён канадский эсминец «Атабаскан» (HMCS Athabaskan).
Из-за этих потерь союзники были вынуждены отвести противолодочные корабли на 400 км западнее, что существенно облегчало действия немецких подводных лодок, базы которых располагались на побережье Бискайского залива.
В последующем управляемая бомба Hs 293 успешно применялась против судов союзников в Атлантике и на Средиземноморском театре военных действий. Хотя бомба изначально была спроектирована как противокорабельная, она также использовалась для атак мостов в ходе высадки союзников в Нормандии.
| Данные о применении Hs 293 |                        |                      |                                                                  |                           |                     |                                                 |  |
| Дата                       | Класс                  | Наименование корабля | Водоизмещение, тонн Тоннаж, брутто-тонн (для транспортных судов) | Район                     | Результат           | Примечание                                      |  |
| 25 августа 1943 года       | Шлюп                   | «Bideford»           | 1105                                                             | Бискайский залив          | Повреждён           | Попадание, 1 моряк погиб, заряд не сдетонировал |  |
| 25 августа 1943 года       | Шлюп                   | «Landguard»          | 1980                                                             | Бискайский залив          | Лёгкие повреждения  |                                                 |  |
| 27 августа 1943 года       | Шлюп                   | «Egret»              | 1220                                                             | западнее Виго             | Потоплен            | Прямое попадание                                |  |
| 27 августа 1943 года       | Эсминец                | «Athabaskan»         | 1870                                                             | западнее Виго             | Тяжёлые повреждения |                                                 |  |
| 13 сентября 1943 года      | Эсминец                | «Loyal»              | 1920                                                             | у Салерно                 | Повреждён           |                                                 |  |
| 13 сентября 1943 года      | Госпитальное судно     | «Newfoundland»       | 6791                                                             | у Салерно                 | Потоплен            |                                                 |  |
| 15 сентября 1943 года      | Транспорт              | «Bushrod Washington» | 7191                                                             | у Салерно                 | Потоплен            | Операция «Аваланч»                              |  |
| 16 сентября 1943 года      | Линкор                 | «Warspite»           | 31520                                                            | у Салерно                 | Повреждён           |                                                 |  |
| 30 сентября 1943 года      | Танкодесантный корабль | LST 79               | 2750                                                             | Аяччо                     | Потоплен            |                                                 |  |
| 30 сентября 1943 года      | Танкодесантный катер   | LCT 2231             | 311                                                              | Аяччо                     | Потоплен            |                                                 |  |
| 04 октября 1943 года       | Транспорт              | «Samite»             | 7219                                                             | северо-восточнее Алжира   | Повреждён           |                                                 |  |
| 11 ноября 1943 года        | Эсминец                | «Rockwood»           | 1025                                                             | Эгейское море             | Лёгкие повреждения  | в дальнейшем списан                             |  |
| 13 ноября 1943 года        | Эсминец                | «Dulverton»          | 1025                                                             | Эгейское море             | Тяжело повреждён    | После эвакуации экипажа затоплен торпедами      |  |
| 21 ноября 1943 года        | Транспорт              | «Marsa»              | 4404                                                             | юго-западнее Ирландии     | Потоплен            |                                                 |  |
| 21 ноября 1943 года        | Транспорт              | «Delius»             | 6055                                                             | юго-западнее Ирландии     | Повреждён           |                                                 |  |
| 26 ноября 1943 года        | Войсковой транспорт    | «Rohna»              | 8602                                                             | севернее Бужи             | Потоплен            | погибло 1138 солдат                             |  |
| 23 января 1944 года        | Эсминец                | «Jervis»             | 1690                                                             | у Анцьо                   | Повреждён           |                                                 |  |
| 24 января 1944 года        | Госпитальное судно     | «St. David»          | 2702                                                             | у Анцьо                   | Потоплен            |                                                 |  |
| 24 января 1944 года        | Госпитальное судно     | «St. Andrew»         | 2702                                                             | у Анцьо                   | Повреждён           |                                                 |  |
| 24 января 1944 года        | Госпитальное судно     | «Leinster»           | 4303                                                             | у Анцьо                   | Повреждён           |                                                 |  |
| 26 января 1944 года        | Тральщик               | «Prevail»            | 810                                                              | у Анцьо                   | Повреждён           |                                                 |  |
| 29 января 1944 года        | Транспорт              | «Samuel Huntington»  | 7181                                                             | у Анцьо                   | Потоплен            |                                                 |  |
| 29 января 1944 года        | Лёгкий крейсер         | «Spartan»            | 5770                                                             | у Анцио                   | Потоплен            |                                                 |  |
| 15 февраля 1944 года       | Эсминец                | «Herbert C. Jones»   | 1250                                                             | у Анцьо                   | Повреждён           |                                                 |  |
| 16 февраля 1944 года       | Транспорт              | «Elihu Yale»         | 7176                                                             | у Анцьо                   | Потоплен            |                                                 |  |
| 16 февраля 1944 года       | Танкодесантный катер   | LCT 35               | 283                                                              | у Анцьо                   | Потоплен            |                                                 |  |
| 25 февраля 1944 года       | Эсминец                | «Inglefield»         | 1530                                                             | у Анцьо                   | Потоплен            |                                                 |  |
| 08 июня 1944 года          | Фрегат                 | «Lawford»            | 1140                                                             | у побережья Нормандии     | Потоплен            |                                                 |  |
| 09 июня 1944 года          | Эсминец                | «Meredith»           | 1140                                                             | у побережья Нормандии     | Потоплен            |                                                 |  |
| 15 августа 1944 года       | Танкодесантный корабль | LST 282              | 2366                                                             | у побережья Южной Франции | Потоплен            |                                                 |  |
| 15 августа 1944 года       | Танкодесантный корабль | LST 312              | 2366                                                             | у побережья Южной Франции | Потоплен            |                                                 |  |
| 15 августа 1944 года       | Танкодесантный корабль | LST 384              | 2366                                                             | у побережья Южной Франции | Повреждён           |                                                 |  |

## Меры противодействия
Союзники приложили значительные усилия для разработки устройств, которые бы заглушали радиолинию управления Hs-293. Глушилки на борту эсминцев ВМС США сначала были неэффективны, так как частоты, выбранные для глушения, были неправильными.
Когда в Анцио происходили атаки, Соединённое Королевство начало развертывать свой передатчик Type 650, в котором использовался другой подход к созданию помех радиолинии FuG 203/230, путем глушения секции промежуточной частоты (3 МГц) приемника Страссбург, так как оператору РЭБ не нужно было пытаться определить, какая из восемнадцати выбранных командных частот использовалась, а затем вручную настраивать передатчик помех на одну из них. Type 650 автоматически глушил прием команд управления, независимо от того, какая радиочастота была выбрана для ракеты.
27 сентября 1943 года союзники захватили Фоджу, где располагалась главная немецкая авиабаза на Средиземноморском театре военных действий. Там им удалось обнаружить большое количество FX-1400 и Hs 293, ещё находившихся в упаковочных ящиках.
После захвата неповрежденного Hs 293 в Анцио и извлечения важных компонентов передатчика с разбившегося Heinkel He 177 на Корсике, союзники смогли разработать гораздо более эффективные меры противодействия к моменту высадки в Нормандии и операции "Драгун". Среди них был глушитель типа MAS компании AIL, который использовал сложные сигналы, чтобы взять на себя управление Hs 293, направляя его в море с помощью последовательности ложных команд поворота вправо. В отличие от опыта у Анцио, генераторы помех оказали серьёзное влияние на операции после апреля 1944 года, при этом эффективность использования немцами ракет Hs 293 значительно снизилась.
Для улучшения управляемости оружия и снижения уязвимости запускающего самолёта планировались варианты Hs 293B с проводным наведением и Hs 293D с телевизионным наведением; ни один из них не был завершен до окончания войны.
Кроме того, капитанам кораблей для избежания поражения управляемыми бомбами рекомендовалось быстро маневрировать и использовать дымовые завесы, а также уничтожать эти бомбы в полёте огнем малокалиберной зенитной артиллерии.
Другие меры противодействия состояли в увеличении эффективной дальности корабельной зенитной артиллерии, для чего стволы 127-мм универсальных орудий заменялись на более длинные и дальнобойные, а также в прикрытии кораблей своими истребителями, атаковавшими немецкие самолёты-носители управляемых авиабомб.

## Дальнейшее развитие
Встречающиеся сведения о том, что Япония на основании германского опыта разработала аналогичную радиоуправляемую бомбу Kawasaki Ki-147 I-Go, ошибочны, поскольку подлодка, перевозившая документацию о немецкой ракете, была потоплена. К тому же копирование опровергается как разработчиками японского комплекса, так и американской технической миссией, обнаружившей массу фундаментальных различий в техническом устройстве немецкого и японского комплексов.
| Параметр              | Данные                                    |
| --------------------- | ----------------------------------------- |
| Боевое применение     | 1943-1945 гг.                             |
| Производитель         | Авиационный завод Henschel                |
| конструктор           | Герберт Вагнер                            |
| размах                | 3,10 м                                    |
| длина                 | 3,82 м                                    |
| Общая масса           | 975 кг                                    |
| Боевая часть          | Общая масса 660 кг, из них аммотол 300 кг |
| Максимальная скорость | 950 км / ч                                |
| Высота сброса         | от 400 до 2000 м                          |
| Дальность применения  | не менее 3.5, не более 18 км              |
| ЖРД                   | Вальтер HWK 109-507                       |
| Тяга                  | 590–600 кН (время горения: 10 с)          |

### Русскоязычные
- Hs.293. Уголок неба. Авиационная энциклопедия (2004). Дата обращения: 11 ноября 2009. Архивировано 4 июня 2012 года.
- Применение немецких управляемых бомб. Уголок неба. Авиационная энциклопедия (2007). Дата обращения: 11 ноября 2009. Архивировано из оригинала 30 марта 2012 года.
- М.Зефиров. Асы Люфтваффе. Бомбардировочная авиация. — АСТ, 2003. — 477 с. — (Военно-историческая библиотека). — 7000 экз. — ISBN 5-17-019104-9.

### Иноязычные
- The Dawn of the Smart Bomb (англ.). Air Power Australia (2006). Дата обращения: 11 ноября 2009. Архивировано 30 марта 2012 года.